# Meister der Osservanza

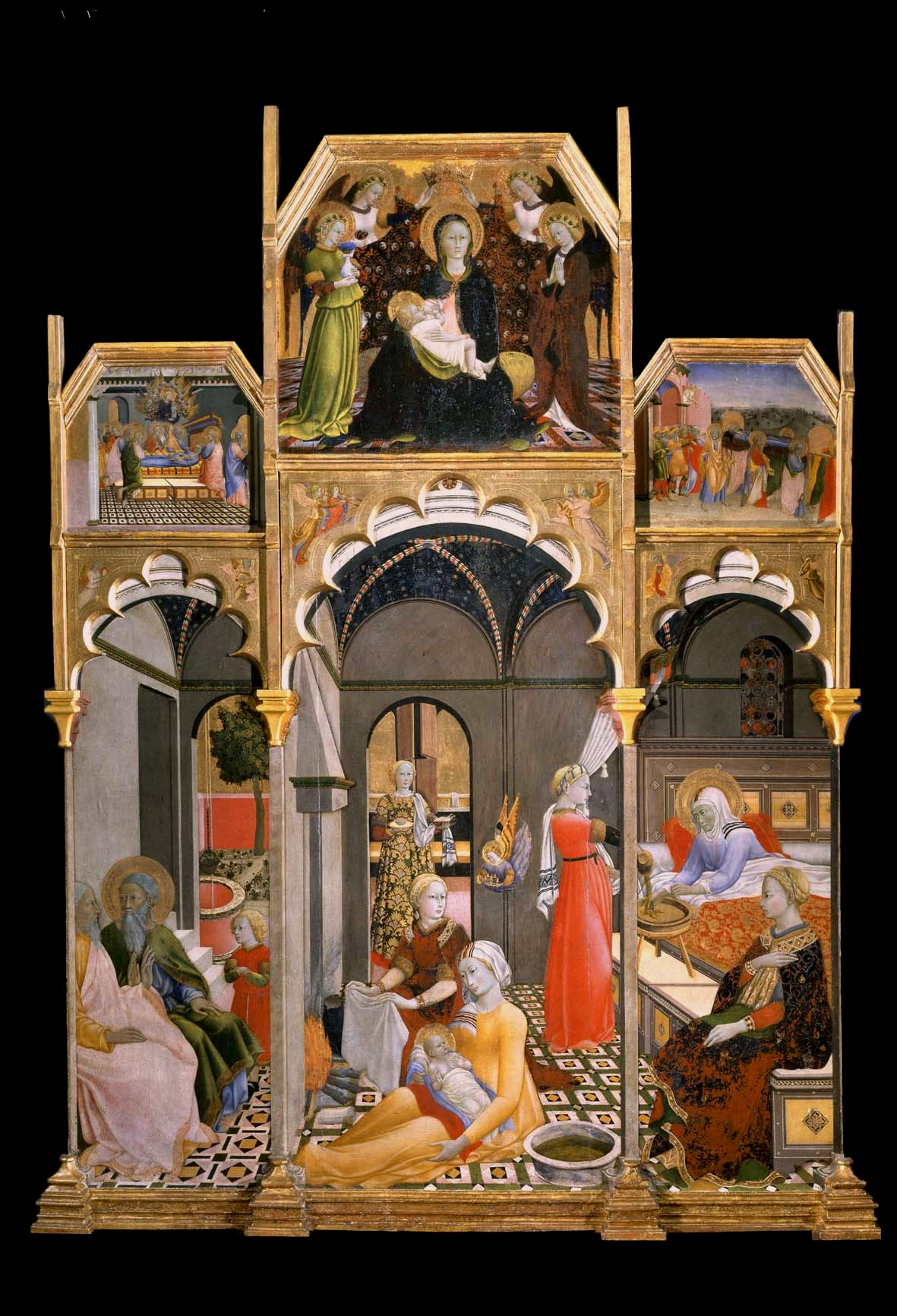
Meister der Osservanza: Geburt Marias mit Szenen aus dem Marienleben, ca. 1428–39. Museo d'Arte Sacra, Asciano

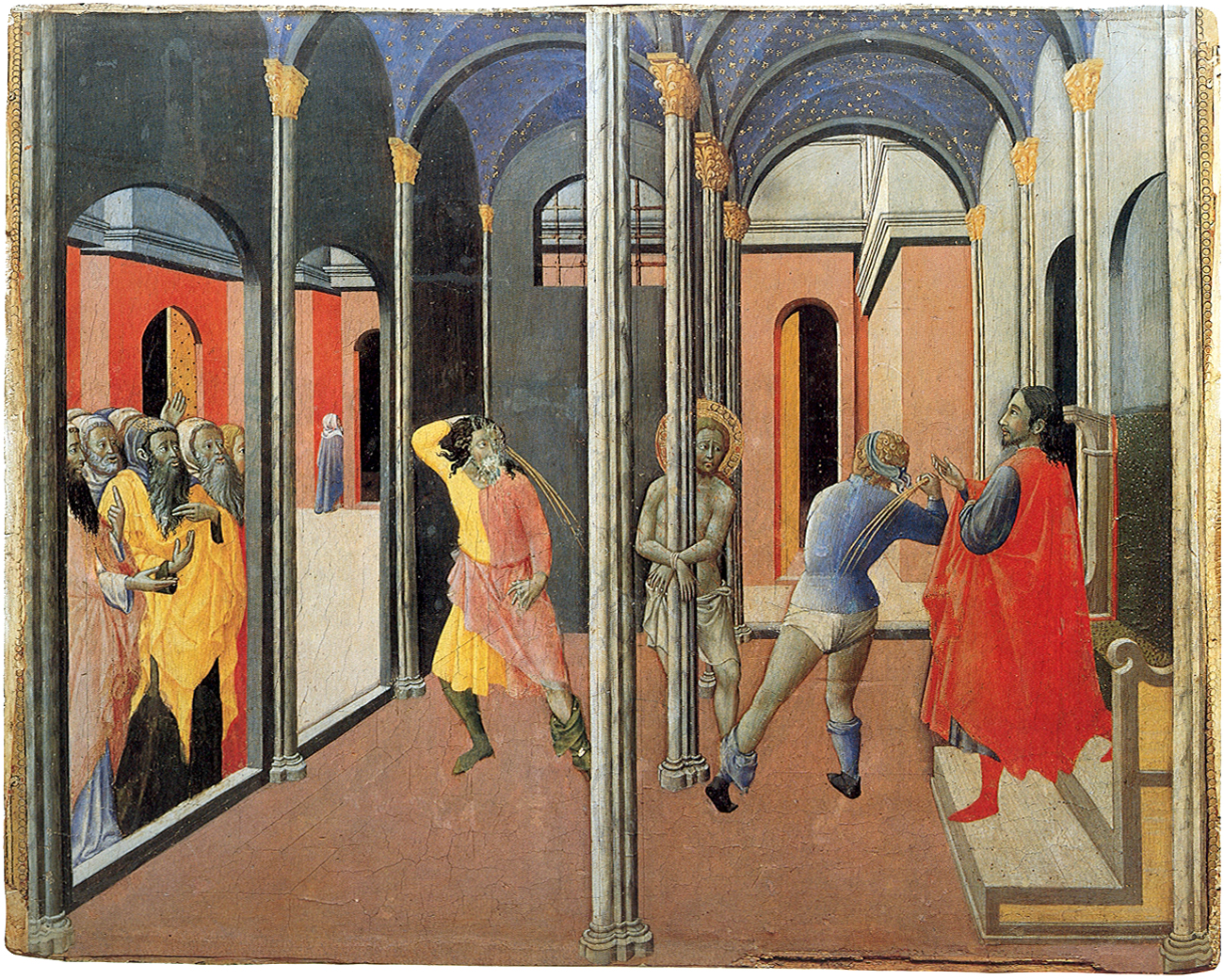
Meister der Osservanza: Geißelung Christi, ca. 1440–1444. Rom, Vatikanische Pinakothek

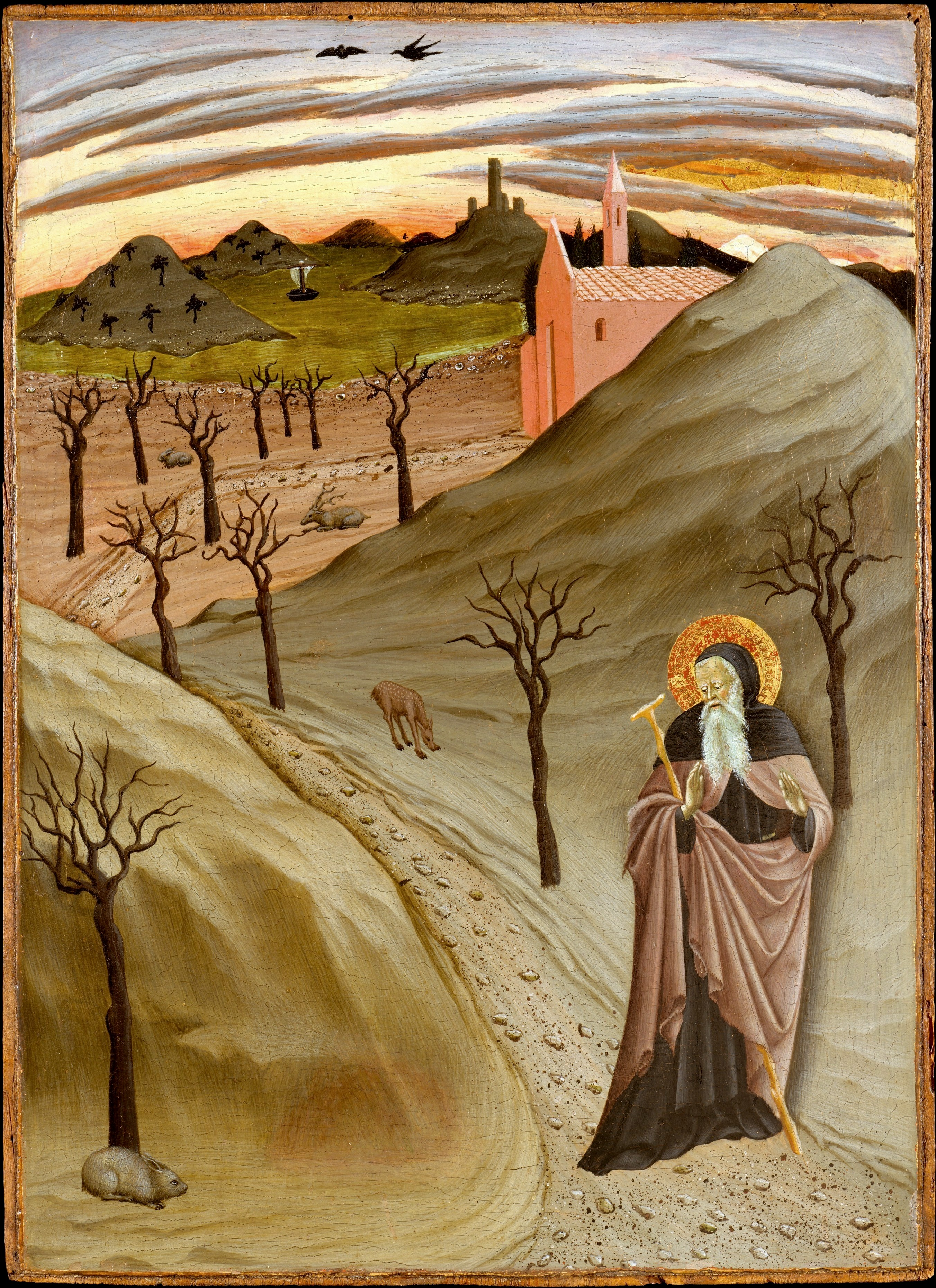
Meister der Osservanza: Sankt Antonius und der Berg von Gold, ca. 1435. New York, Metropolitan Museum of Art

Der Meister der Osservanza (italienisch Maestro dell’Osservanza) war ein italienischer Maler, der zwischen 1440 und 1480 tätig war. Der Meister gehört zur Schule von Siena und malte in deren von byzantinischer Kunst beeinflusstem Stil.

## Namensgebung
Ursprünglich war ein Triptychon in der Basilica dell’Osservanza in Siena dem Maler Stefano di Giovanni Sassetta zugeordnet. Kunsthistoriker begannen dann jedoch Unterschiede des Werkes zum Stil Sasettas zu sehen und gruppierten dieses und eine Reihe von anderen Bildern unter dem neuen Notnamen des Meisters der Osservanza. Mittlerweile werden die Werke Sano di Pietro zugeordnet.

## Werke (Auswahl)
Altarbilder
- Maria mit Kind, Triptychon der Osservanza, Pinacoteca Nazionale di Siena (Pin. 216)
- Geburt Marias mit Szenen aus dem Marienleben, Asciano, Museo diocesano d’Arte Sacra
- Thronende Madonna mit Cherubim, New York, Metropolitan Museum of Art
- Trittichetto, Siena, Accademia Musicale Chigiana, Salotto del Sassetta

Szenen aus der Passion
- Geißelung. Rom, Vatikanische Pinakothek
- Weg nach Golgotha, Philadelphia Museum of Art
- Kreuzigung. Kiew, Chanenko Museum

Szenen aus dem Leben des Heiligen Antonius
- Versuchung am Berg aus Gold, New York, Metropolitan Museum of Art
- Verteilung des Reichtums an die Armen, Washington, National Gallery of Art
- Suche nach Paul dem Eremiten, Washington, National Gallery of Art
- Versuchung des Antonius durch den Teufel in Gestalt einer Frau, New Haven, Yale University Art Gallery
- Die Messe des Heiligen Antonius Abbas, Berlin, Staatliche Museen zu Berlin, Gemäldegalerie, Kat. Nr. 63D
- Tod des heiligen Antonius, Washington, National Gallery of Art